# 시간을 달리는 소녀 (2006년 영화)
《시간을 달리는 소녀》(時をかける少女 도키오 가케루 쇼조[*])는 2006년 7월 15일에 개봉된 일본의 애니메이션 영화다. 쓰쓰이 야스타카가 1965년에 쓴 동명의 소설을 원작으로 한다. 원작의 약 20년 뒤를 다루고 있다.
대한민국에서는 CJ엔터테인먼트에서 수입, 배급하여 2007년 6월 14일에 개봉했다.
쓰쓰이 야스타카의 동명의 소설 《시간을 달리는 소녀》가 원작이지만, 소설 그 자체의 영화화가 아니라, 같은 세계를 무대로 원작의 사건으로부터 약 20년 후의 세계를 그린 작품이다. 원작의 주인공이었던 요시야마 가즈코의 조카인 곤노 마코토가 주인공으로 펼쳐지는 청춘 스토리다. 테마는 '청춘' 그 자체로 현실적으로 '지금'을 살고 있는 여고생의 모습을 그리고 있다.

## 줄거리
자신이 운이 좋은 편이라 믿는 명랑한 여고생 마코토. 방과 후 친구 치아키, 코스케와 곧잘 캐치볼을 하면서 논다. 그러던 어느 날 마코토는 우연히 타임리프를 경험한다. 자전거를 타고 가다 브레이크가 고장나 열차에 부딪혔지만, 멀쩡하게 살아 있는 자신을 발견한다. 되돌릴 수 없는 시간을 내버려 둔 채 마코토 자신만 과거로 돌아 온 것이다. 이후 마코토는 타임리프를 기회 때마다 쓰면서 여러 곤란한 상황을 피해가는데...

## 등장인물
- 등장인물명의 한글 표기는 대한민국 배급사의 표기를 따름.
- 곤노 마코토 (성우 - 나카 리이사)

도쿄 외곽 한 고등학교에 다니는 2학년 여고생. 학교 성적은 중간 아래. 일찍 일어나기 힘들어하며, 지각을 반복한다. 치아키와 고스케는 방과 후 캐치볼 등을 하면서 노는 격의없는 친구들. 어느 날 돌연 시간을 건너뛰는 '타임 리프'를 익힌다. 사용법에 익숙해지자, 여동생이 먹을 예정이었던 푸딩을 먼저 먹거나, 쪽지시험 내용을 미리 알고 만점을 받거나, 지각했던 날 다시 정상 등교하는 등 사소한 것에 타임 리프를 소비한다. 타임 리프 능력을 발휘하기 위해서는 일정 거리를 달린 뒤 뛰어야 한다(준비 자세 없이도 발동될 때가 있다).
- 마미야 치아키 (성우 - 이시다 타쿠야)

마코토의 반 친구. 고교 2년 봄에 전학왔다. 수려한 용모로 여학생들에게 인기가 있다. 수학 성적은 매우 우수하지만 반면 간단한 한자를 읽지 못하는 언밸런스함을 보인다. 마코토, 고스케 세 명이서 방과 후 야구 놀이를 곧잘 한다. 세 명은 미묘한 밸런스로 관계를 유지하고 있었지만, 치아키는 마코토를 의식하기 시작한다.
- 츠다 고스케 (성우 - 이타쿠라 미쓰타카)

마코토의 야구 친구. 운동과 공부 양쪽에 만능인 수재. 집은 병원을 하고 있으며 고스케도 의사를 목표로 하고 있다. 교내에서 고스케가 나머지 두 명과 어울리는 것은 이상한 일로 받아들여지고 있다. 자원봉사부의 후배 후지타니 카호에게 고백받은 뒤로 세 명 사이 관계가 미묘하게 무너지기 시작한다.
- 요시야마 가즈코 (성우 - 하라 사치에)

마코토의 숙모. 원작 시간을 달리는 소녀의 히로인. 도쿄 국립 박물관 큐레이터로 일하고 있다. 30대 후반이지만 독신으로 속세와 떨어져 있는 듯한 분위기 때문인지 마코토는 그녀를 '마녀 아줌마'라고 부른다. 자신의 젊은 무렵을 떠올리게 하는 마코토에게 다양한 조언을 해 준다.
- 후지타니 카호 (성우 - 타니무라 미츠키)

자원봉사부 소속이며 하급생. 소심하고 수줍어하는 성격이지만, 과거 자원봉사부의 어떤 활동을 계기로 고스케에게 호의를 품고 있다. 열혈 급우 두 명이 있으며 그녀들에게 이끌려 고스케에게 고백하게 된다.
- 하야카와 유리 (성우 - 카키우치 아야미)
- 코노 미유키 (성우 - 세키도 유키)
- 마코토의 엄마 (성우 - 안도 미도리)
- 마코토의 아빠 (성우 - 카츠라 아타와카)
- 카토 (성우 - 한다 다카유키)
- 타카세 소지로 (성우 - 마츠다 요지)
- 경비원 (성우 - 나카무라 타다시)
- 후쿠시마 선생 (성우 - 타치키 후미히코)

## 한국어 더빙 성우진
- 김서영 - 마코토
- 심규혁 - 치아키
- 장민혁 - 코스케
- 이진화 - 아줌마
- 신소윤 - 카호
- 이현주 - 엄마
- 강유경 - 가즈코
- 안찬이 - 유리
- 정성훈 - 카토 / 아빠
- 이제인 - 미유키
- 신범식 - 타카세
- 윤용식 - 담임 선생님

## 주제가
주제가 〈Garnet〉(ガーネット 가넷토[*])
노래・작사・작곡: 오쿠 하나코, 편곡: 사토 준
삽입곡 〈변하지 않는 것〉(変わらないもの 가와라나이모노[*])
노래・작사・작곡: 오쿠 하나코, 편곡: 사토 준

## 수상

### 일본 국내
- 제11회 애니메이션 고베 작품상·극장 부문[2]
- 제31회 호치 영화상 특별상[3]
- 제10회(헤이세이 18년도) 문화청 미디어 예술제 애니메이션 부문 대상[4]
- 제30회 일본 아카데미상 최우수 애니메이션 작품상[5]
- 제1회 Invitation AWARDS 애니메이션상[6]
- 제61회 마이니치 영화 콩쿨 애니메이션 영화상[7]
- 디지털 컨텐츠 오브 디 이어 06/제12회 AMDAward '대상(총무대신상)' 'BestDirector'[8]
- 제21회 디지털 콘텐츠 그랑프리 우수상[9]
- 제6회 도쿄 애니메이션 어워드 "애니메이션 오브 더 이어", 감독상, 원작상, 각본상, 미술상, 캐릭터 디자인상[10]
- 제38회 세이운상 미디어부문[11]
- 2007년 선정 '신일본양식' 100선 (J100)[12]
- 헤이세이 애니송 대상 영화 주제가상(2000년~2009년)[13]

### 해외
- 제39회 카탈루냐 국제 판타스틱 영화제 애니메이션 부문 (Gertie Award) 최우수장편 작품상
- 제31회 안시 국제 애니메이션 영화제 장편 부문 특별상 'feature films: Special distinction'
- 제26회 국제 애니메이션 영화제 Anima2008(벨기에 브뤼셀) BeTV상
- OACC2008(중국) Golden dragon award